# Vendolí
Vendolí (en allemand : Stangendorf) est une commune du district de Svitavy, dans la région de Pardubice, en République tchèque. Sa population s'élevait à 1 000 habitants en 2024.

## Géographie
Vendolí se trouve à 5 km au sud-ouest du centre de Svitavy, à 56 km au sud-est de Pardubice et à 147 km à l'est-sud-est de Prague.
La commune est limitée par Karle au nord-ouest, par Javorník au nord, par Svitavy et Hradec nad Svitavou à l'est, par Radiměř au sud, et par Pomezí et Květná à l'ouest.

## Histoire
La première mention écrite du village date de 1320.

## Galerie

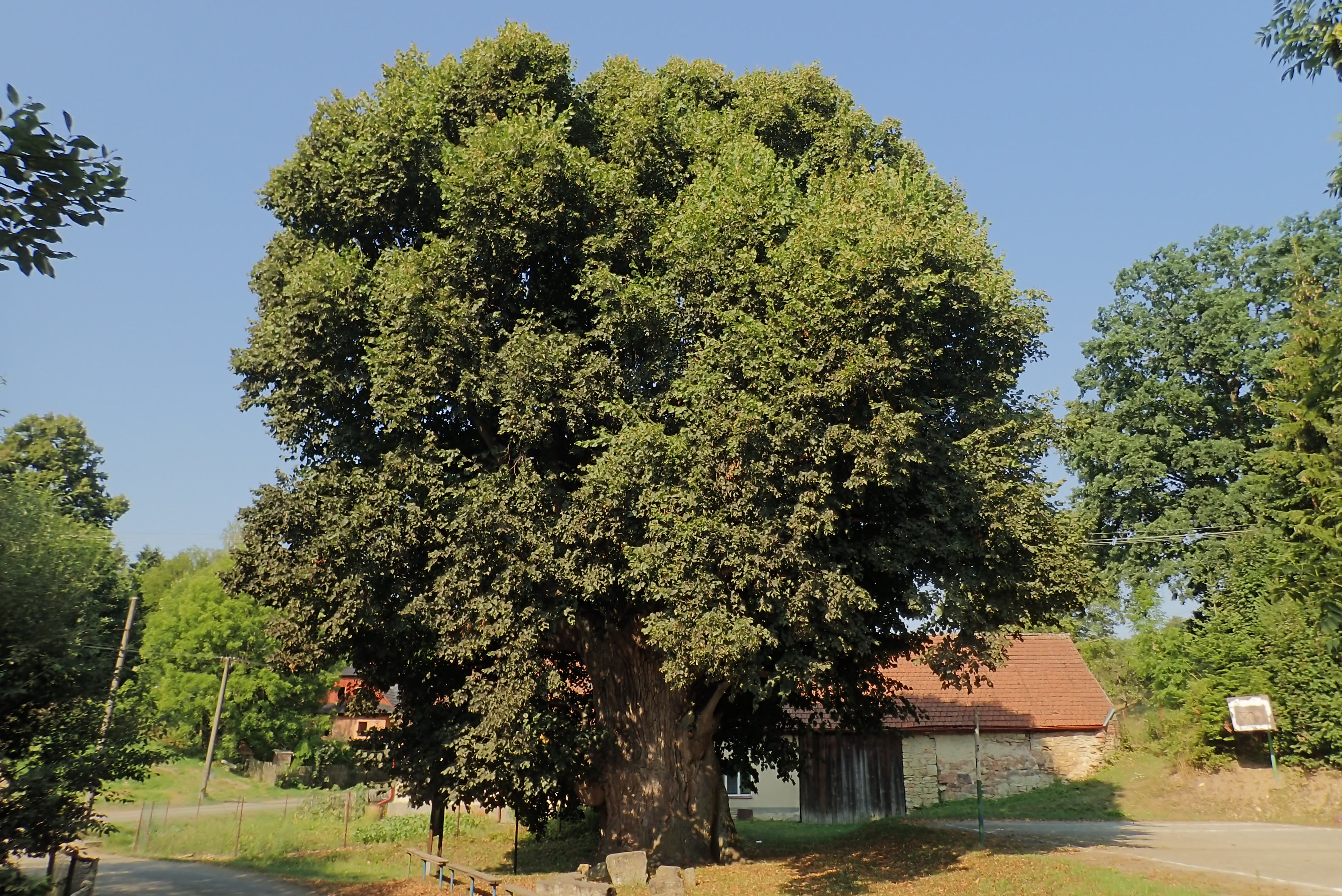
Tilleul à Vendolí.
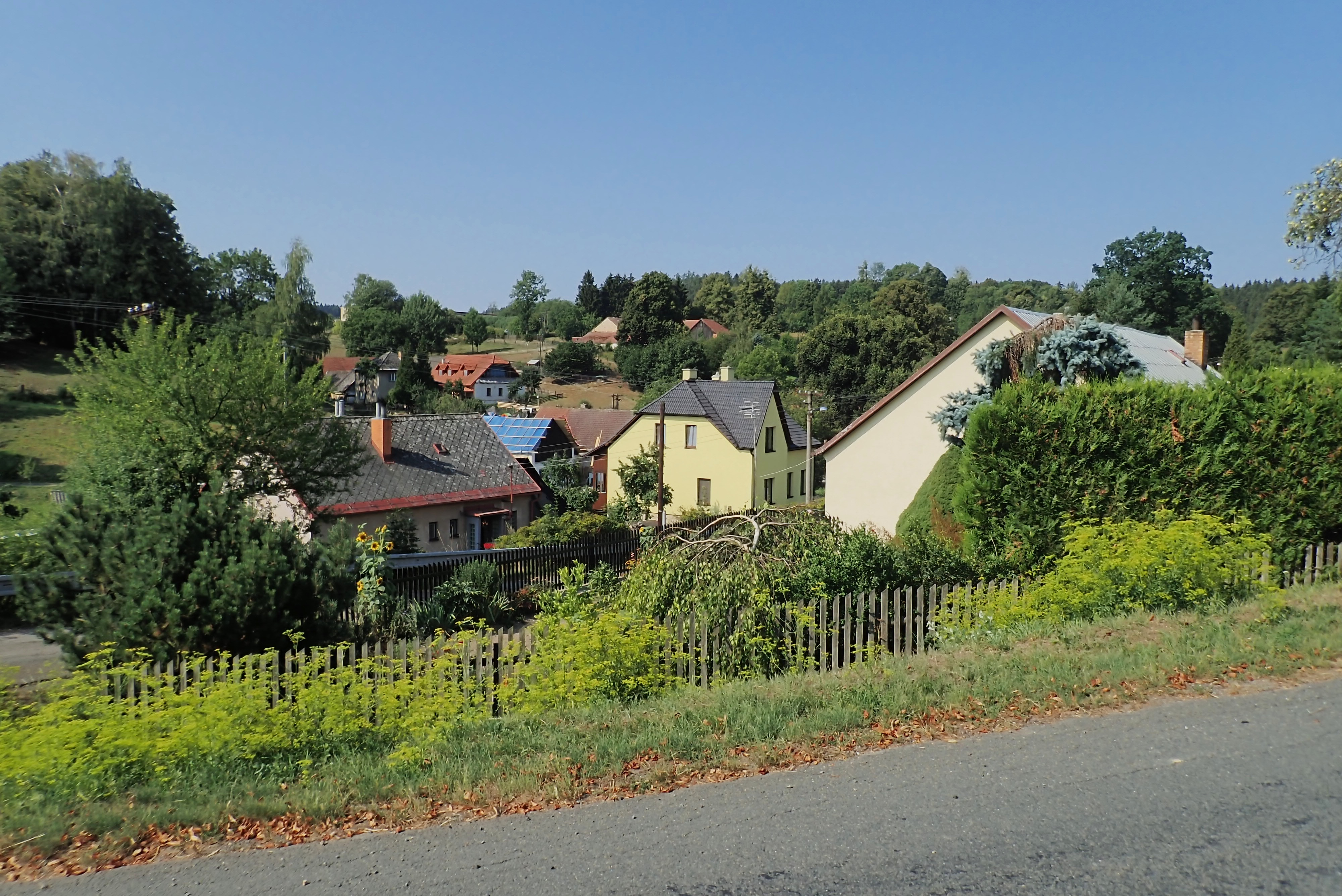
Vendolí

## Transports
Par la route, Vendolí se trouve à 5,5 km du centre de Svitavy, à 72 km de Pardubice et à 190 km de Prague. 

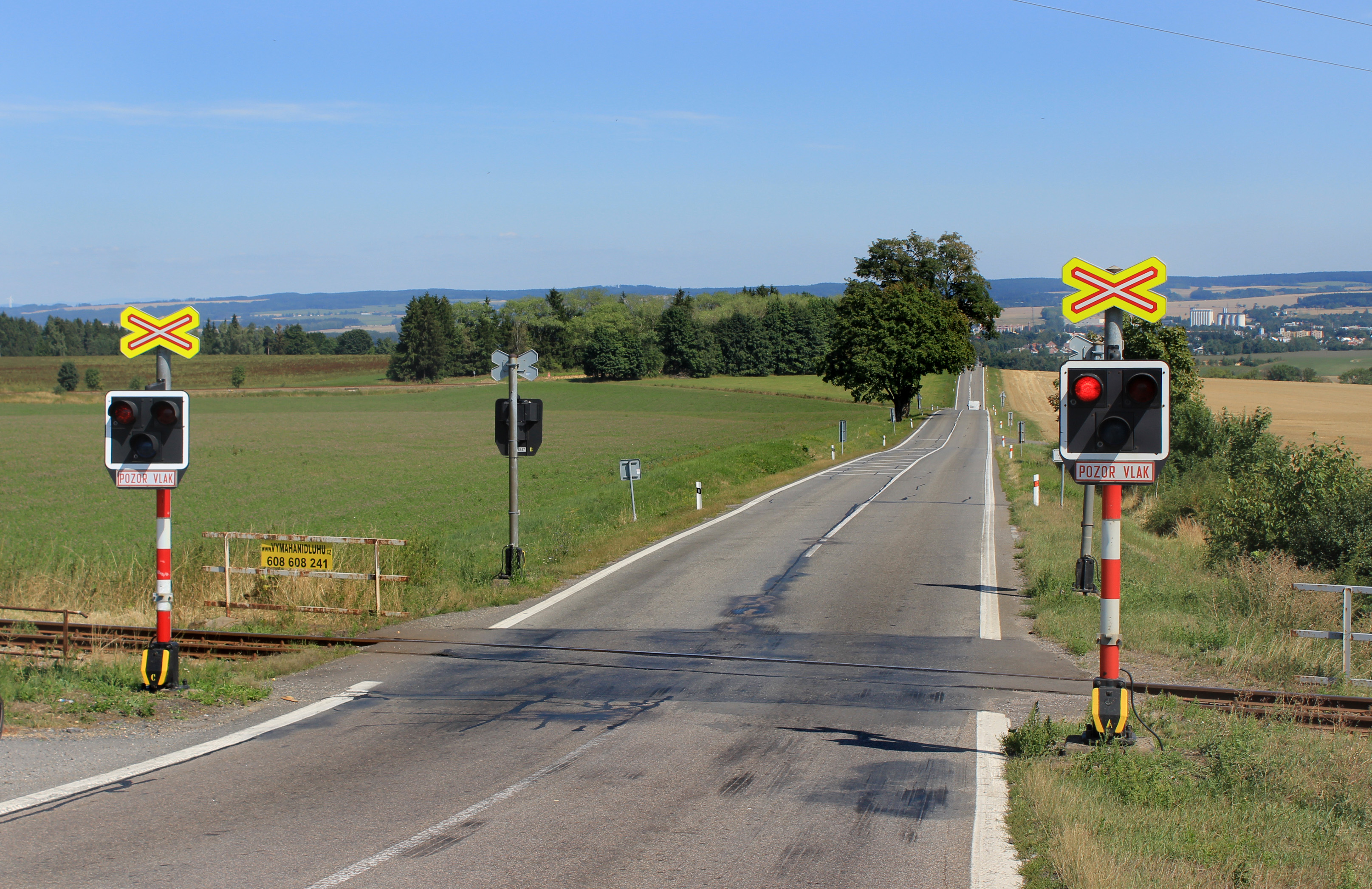
Route no 34 et passage de trains non gardé.
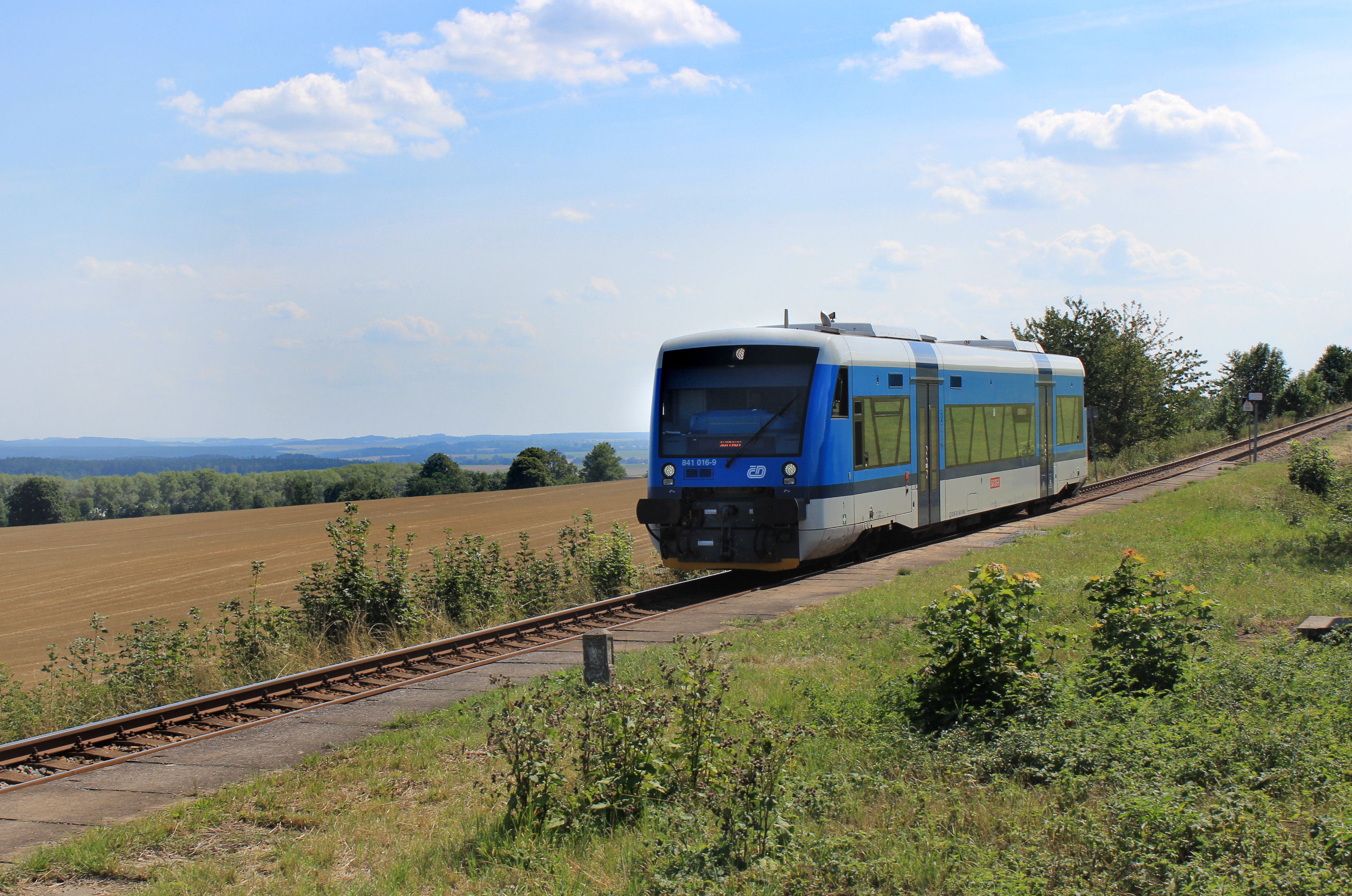
Arrêt ferroviaire de Vendolí.